# Боровая (Талицкий муниципальный округ)
Боровая — деревня в Талицком городском округе Свердловской области, Россия.

## Географическое положение
Деревня Боровая муниципального образования «Талицкого городского округа» Свердловской области находится на расстоянии 36 километров (по автотрассе в 45 километрах) к северо-западу от города Талица, на правом берегу реки Боровушка (левый приток реки Юрмыч, бассейн реки Пышма), напротив устья рек Глубокая и Мостовая.

## Население
| 2002 | 2010 | 2021 |
| ---- | ---- | ---- |
| 69   | ↘55  | ↘38  |